# Hoppenrade (Wustermark)
Hoppenrade ist ein Ortsteil der Gemeinde Wustermark im Landkreis Havelland in Brandenburg.

## Geografische Lage
Der Ortsteil liegt südwestlich des Gemeindezentrums. Südlich befindet sich der Wohnplatz Hoppenrade-Ausbau, nordwestlich der weitere Ortsteil Wernitz, nordöstlich der Ortsteil Dyrotz. Die Landstraße 204 führt von Nordosten kommend in südlicher Richtung als zentrale Verbindungsstraße durch den Ort. Die umliegenden Flächen werden vorzugsweise landwirtschaftlich genutzt und im Norden durch den Pelsterlakegraben in den Havelkanal entwässert. Das Gelände liegt auf einer Höhe von 32 m ü. NHN bis 34 m ü. NHN Metern und steigt nach Südosten hin leicht an. Im Südwesten der Gemarkung von Wustermark liegt der 61,3 m ü. NHN Meter hohe Stellberg.

## Geschichte und Etymologie

### Frühgeschichte
Die Gemeinde Wustermark gibt an, dass im Gebiet des heutigen Hoppenrades eine Besiedlung durch Semnonen nachgewiesen wurde. Bei archäologischen Untersuchungen konnten Siedlungsspuren aus der Zeit ab 600 bis 400 v. Chr. festgestellt werden. In einer zweiten Siedlungsphase ab 800 n. Chr. ließen sich Slawen nieder. Der Name des Ortes könnte sich von einer Familie mit dem Namen Hoppenrade ableiten lassen. Eine andere Möglichkeit wäre, dass er sich von Hopfenrode ableitet und Flächen zum Anbau von Hopfen gerodet wurden.

### 14. und 15. Jahrhundert
Das Straßendorf wurde 1354 erstmals als Hoppenrode urkundlich erwähnt und befand sich zu dieser Zeit im Besitz der markgräflichen Vogtei Spandau, als Ludwig VI. die Einkünfte des Dorfes vor 1369 an die Familie Pariz verkaufte. Die Obergerichtsbarkeit, die Wagendienste sowie acht Hufen waren im Jahr 1375 im Besitz der Familie Prigarde (Priort) und kamen von dort vor 1427 zur Familie Hake und von dort wiederum von 1427 bis nach 1530 in den Besitz des Bürgers Helmbrecht aus Spandau. Vor 1572 übernahmen die von Ribbeck zu Ribbeck, Seegefeld und Horst das Dorf und hielten es bis 1851. Anschließend übernahm das Amt Spandau die Hälfte der Obergerichtsbarkeit, 24 Berghufen und 16 Bauernhufen (1427) bzw. die halbe Ober- und Untergerichtsbarkeit, die Hälfte des Kirchenpatronats, 24 Berghufen, sowie die Hebungen des Schulzen und von neun Höfen (1472, 1572, 1644). Ein zweiter Anteil lag vor(?) 1416 bis 1686 bei der Familie von Bardeleben zu Satzkorn, Selbelang und Hoppenrade. Er betrug die Hälfte der Obergerichtsbarkeit sowie Hebungen (1416, 1441) bzw. die Hälfte der Ober- und Untergerichtsbarkeit, drei Hufnerhöfe, ein Kossätenhöf, die Hebungen vom Gericht und Untergericht, die Hälfte der Straßengerechtigkeit, fünf Höfe, eine freie Schäferei, die Hälfte des Lehnschulzengutes, die Hebungen des Bredows Hof sowie drei Höfe, vom Heiligen Gut und vom Hirtenhaus (1571, 1644), bevor dieser Anteil 1684 an die von Ribbeck fiel. Ein dritter Anteil war von vor 1571 bis 1614 im Besitz der Familie Roch zu Paaren. Er gelangte anschließend von 1614 bis etwa 1684 an die von Gröben zu Paaren und Döbertiz und umfasste die Dienste des Schulzenhofes und von fünf Höfen (1571, 1644), bevor auch er wahrscheinlich um 1684 an die von Ribbeck fiel. Die Kirche besaß von vor 1375 bis nach 1746 einen Kossäten. Die Gemarkung von Hoppenrade, Hoppenrode war 1375 im Landbuch Karls IV. mit insgesamt 26 Hufen verzeichnet. Hiervon gehörten acht Hufen der Familie Prigarde; eine weitere Hufe lag wüst. Von den zehn Kossätenhöfen war nur der Hof der Kirche besetzt. Alle anderen lagen ebenfalls wüst. Im Jahr 1450 wurde von 26 Hufen und 23 Berghufen sowie einem Hirten berichtet; 1480 von 26 Hufen (davon zwei wüst) sowie 24 kleineren Berghufen. Eine freie Schäferei der Familie von Bardeleben erschien erstmals 1491.

### 16. bis 18. Jahrhundert
In einer Statistik im Jahr 1571 erschien ein Lehnschulzengut mit drei Hufen, die freie Schäferei der von Bardeleben sowie ein als „Heiliges Gut“ bezeichneten Kossätenhof im Besitz der Kirche und ein Hirtenhaus. Eine weitere Statistik aus dem Jahr 1624 führte auf: zehn Hufner, zwei Kossäten, einen Hirten, einen Laufschmied sowie ½ Paar Hausleute. Die Gemarkung umfasste im Jahr 1641 insgesamt 30 Hufen.
In Hoppenrade lebten im Jahr 1708 insgesamt sieben Dreihufner einschließlich des Schulzen, zwei Zweihufner, ein Einhufner, zwei Kossäten und ein Dorfschäfer. Sie brachten auf 26 Hufen ja 10 Scheffel Roggen-, 6 Scheffel Gerste- und 4 Scheffel Hafersaat aus. Im Jahr 1745 gab es zehn Bauern und zwei Kossäten. Eine Statistik aus dem Jahr 1772 führte auf: einen Freisassen, neun Bauern, zwei Kossäten, eine Schmiede und 138 Personen.

### 19. Jahrhundert
Eine Statistik aus dem Jahr 1800 führte einen Lehnschulzen, neun Ganzbauern, zwei Ganzkossäten, eine Schmiede, einen Krug sowie 26 Hufen und 15 Feuerstellen (=Haushalte) auf. Eine andere Statistik zählte für 1840 insgesamt 19 Wohnhäuser. Die Gemarkung umfasste im Jahr 1860 insgesamt 2191 Morgen Mg: 31 Mg Gehöfte, 1669 Mg Acker, 302 mg Wiese, 189 Mg Weide. Dort standen drei öffentliche, 23 Wohn- und 52 Wirtschaftsgebäude, darunter eine Getreidemühle und eine Ziegelei. In Hoppenrade lebten im Jahr 1894 ein Lehngutsbesitzer, sieben Bauerngutsbesitzer, ein Kossäte, ein Mühlenmeister, zwei Büdner, ein Schmiedemeister, ein Gastwirt, ein Rentier, ein Altsitzer, ein Lehrer, ein Maurer und ein Mühlenbauer.

### 20. Jahrhundert
Zur Jahrhundertwende standen in Hoppenrade 31 Häuser auf 593 Hektar (ha). Im Jahr 1939 gab es acht land- und forstwirtschaftliche Betriebe, die zwischen 20 und 100 ha groß waren. Weitere zwei Betriebe waren zwischen 5 und 10 ha, sechs zwischen 0,5 und 5 ha groß.
Nach dem Zweiten Weltkrieg gelangten im Jahr 1947 insgesamt 47 ha aus dem Bodenfonds an die Gemeinde. Im Jahr 1953 gründete sich eine LPG Typ III mit elf Mitgliedern und 32 ha Fläche. Sie bestand 1960 als LPG Typ III mit 83 Mitgliedern und 471 ha Fläche. Hoppenrade umfasste 1957 den Wohnplatz Ausbau.
Seit 2003 ist Hoppenrade ein Ortsteil der Gemeinde Wustermark.

## Bevölkerungsentwicklung
| Jahr      | 1800 | 1817 | 1840 | 1858 | 1895 | 1925 | 1939 | 1946 | 1964 |
| Einwohner | 162  | 143  | 179  | 204  | 245  | 281  | 313  | 459  | 321  |

## Kultur und Sehenswürdigkeiten

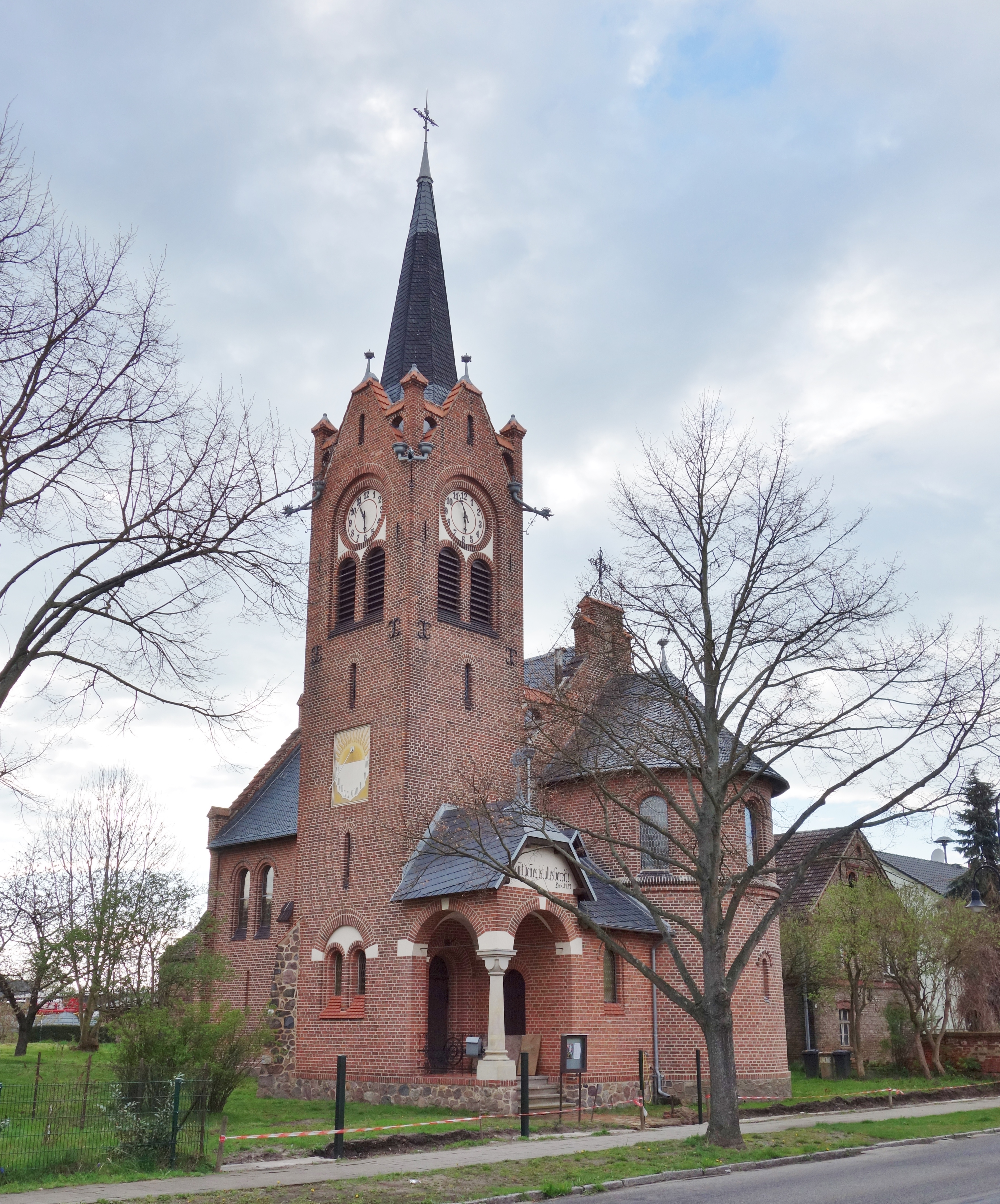
Dorfkirche Hoppenrade

- Die Dorfkirche Hoppenrade ist eine im Jahr 1895 nach Plänen von Otto Techow errichtete historistische Saalkirche aus Backsteinen. Im Innenraum befindet sich neben der bauzeitlichen Ausstattung eine Altarpredella mit Abendmahlsdarstellung aus dem Ende des 17. Jahrhunderts.
- Gutshaus von 1803, das 1920 um ein Geschoss erweitert wurde. Es diente zwischen 1945 und 1990 als Gemeindebüro, Kinderkarten und Verkaufsstelle, wurde 1995 von einer Privatperson erworben und saniert
- Altes Schulhaus von ca. 1900 am Dorfplatz